# 엠페드라도 (칠레)
엠페드라도(스페인어: Empedrado)는 칠레 마울레 주 탈카 현의 코무나이다.